# Depozitární režim
Depozitární režim je v archivnictví a muzejnictví udržování takových klimatických poměrů, které umožňují přežití sbírkových předmětů s minimálními zásahy člověka. V prostorách s depozitárním režimem jsou udržovány optimální hodnoty relativní vlhkosti, světla, prašnosti a teploty na takové úrovni, aby docházelo k minimální degradaci předmětu.